# Cottonwood (Arizona)
Cottonwood és una població dels Estats Units a l'estat d'Arizona. Segons el cens del 2007 tenia 10.222 habitants.

## Demografia
Segons el cens del 2000, Cottonwood tenia 9.179 habitants, 3.983 habitatges, i 2.369 famílies La densitat de població era de 332,1 habitants/km².
Dels 3.983 habitatges en un 25,3% hi vivien nens de menys de 18 anys, en un 44,5% hi vivien parelles casades, en un 10,8% dones solteres, i en un 40,5% no eren unitats familiars. En el 34,4% dels habitatges hi vivien persones soles el 19,1% de les quals corresponia a persones de 65 anys o més que vivien soles. El nombre mitjà de persones vivint en cada habitatge era de 2,27 i el nombre mitjà de persones que vivien en cada família era de 2,9.
Per edats la població es repartia de la següent manera: un 23,4% tenia menys de 18 anys, un 8,2% entre 18 i 24, un 23,3% entre 25 i 44, un 21,4% de 45 a 60 i un 23,8% 65 anys o més.
L'edat mediana era de 41 anys. Per cada 100 dones de 18 o més anys hi havia 81,4 homes.
La renda mediana per habitatge era de 27.444 $ i la renda mediana per família de 37.794 $. Els homes tenien una renda mediana de 24.308 $ mentre que les dones 19.977 $. La renda per capita de la població era de 17.518 $. Aproximadament el 8,9% de les famílies i el 13,5% de la població estaven per davall del llindar de pobresa.

## Poblacions més properes
El següent diagrama mostra les poblacions més properes.